# Doctrina Kirkpatrick
La Doctrina Kirkpatrick va ser una doctrina política exposada per l'Ambaixadora dels Estats Units Jeane Kirkpatrick davant les Nacions Unides en els anys vuitanta del S. XX per a justificar, en el context de la Guerra Freda, el suport dels EUA a dictadures anticomunistes del Tercer Món. Kirkpatrick assegurava que els estats pro-soviètics eren règims totalitaris mentre les dictadures pro-occidentals eren règims autoritaris. Kirkpatrick indicava que els règims totalitaris eren més estables que els règims autoritaris i, per tant, tenen una major propensió a influir els estats veïns.
El principi de Kirkpatrick que els règims totalitaris són més estables que els règims autoritaris ha estat durament criticat des de la caiguda de la Unió Soviètica en 1991, especialment perquè Kirkpatrick predeia que el sistema soviètic duraria dècades. Els seus defensors diuen que la Unión Soviètica va caure només per la constant oposició Occidental dirigida pels EUA contra el Comunisme durant la Guerra Freda. Aquests també argumenten que la transició del totalitarisme a la democràcia en el Bloc de l'Est no va ser una transició suau com passa normalment amb les transicions d'altres estats autoritaris cap a la democràcia.
Segons Kirkpatrick, els règims autoritaris solament tracten de controlar i/o castigar la conducta dels seus ciutadans, mentre que els règims totalitaris van més enllà d'això procurant controlar els pensaments dels seus ciutadans, utilitzant propaganda, rentada de cervell, reeducació, espionatge a particulars i la repressió política massiva basada en la ideologia de l'estat. La Unió Soviètica, especialment durant el mandat de Stalin i l'Alemanya nazi són citats com a exemples d'arquetips de règims totalitaris.
Els règims totalitaris també sovint procuren soscavar o destruir les institucions tradicionals de la comunitat (per exemple, la religió, o encara la institució familiar), mentre els règims autoritaris usualment no pretenen danyar tals institucions. Per aquesta raó, Kirkpatrick argumenta que el procés de restauració de la democràcia és més fàcil en ex-estats autoritaris que en ex-estats totalitaris. També diu que els estats autoritaris són més dòcils a la reforma gradual en una direcció democràtica que els estats totalitaris.
La Doctrina Kirkpatrick va ser molt influent durant la presidència de Ronald Reagan. L'administració Reagan va donar diferents graus de suport a dictadures anti-comunistes, com les de Guatemala (en 1985), Filipines (en 1986), i Argentina (en 1983), i va armar els mujahidins a l'Afganistan, UNITA a Angola, i la Contra a Nicaragua, per a destruir els règims comunistes en aquests països.